# 1127
1127 (MCXXVII) je bilo navadno leto, ki se je po julijanskem koledarju začelo na soboto.

## Dogodki

### Vojna Jina proti Songu
- 9. januar - Taizong, cesar dinastije Jin, zavzame po dveh tednih obleganja prestolnico Songa Kaifeng.
- 20. marec → Demontirana in na raven navadnih podložnikov sta ponižana cesar Qinzong in njegov oče, bivši cesar Huizong. S tem se začenjajo tedni plenjenja, poslilstev, izsiljevanj, požigov, pobojev in izstradanja nad civilisti ter vojnimi ujetniki.↓
- → Dinastija Jin zasužnji celotno prebivalstvo Songa ne glede na stan. Veliko plemičev in plemkinj stori samomor, da bi se izognilo suženjstvu in ponižanju. ↓
- → Ostanek dvora dinastije Song, ki se je pred obleganjem Kaifenga umaknil proti jugu, je na begu pred silami dinastije Jin. Obvaruje jih predvsem dejstvo, da ljudstvo Džurčev nima dovolj velike vojske za nadzor tako obširnega imperija, zato južno od reke Jangce begunci iz severnega Songa osnujejo obnovljeno dinastijo Južni Song.↓
- → Prvi, samooklicani cesar Južnega Songa je vojskovodja in Huizongov nezakonski sin Gaozong.
- Po uničenju Kaifenga, prestolnice dinastije Song in edinega mesta v srednjem veku z več kot milijon prebivalci, dobi status največjega mesta na svetu Konstantinopel, ki ima okoli 400.000 prebivalcev.

### Ostalo
- 2. marec - Plemiška družina Erembald umori priljubljenega in karitativnega flandrijskega grofa Karla I.. Umor sproži veliko zgražanje, zato sodne oblasti celotno družino od najmlajšega do najstarejšega iztrebijo s torturo. Ker grof Karel I. nima potomcev, francoski kralj Ludvik VI. grofijo skupaj s francoskim Vexinom prepusti normanskemu plemiču Vilijemu Clitu.
- 28. julij - Ker umrli apulijski vojvoda Vilijem II. nima zakonitih naslednikov, celoten normanski Mezzogiorno sicer podeduje sicilski grof in bratranec Roger II.. Uniji Sicilije in ostale normanske južne Italije nasprotuje papež Honorij II., ki oblikuje proti Rogerju II. koalicijo njegovih nasprotnikov, zato se oblast v Mezzogiornu razdrobi med številne lokalne vladarje.↓
- → Istega leta po uporu Roger II. ukine avtonomno muslimansko komuno na Malti. Prav tako se v boju proti Saracenom posluži pomoči pomorske Savonske republike (neposredne konkurentke Genovi) iz Ligurije.

- december - Švabski vojvoda Konrad Hohenstaufen se da v Nurembergu izvoliti za nemškega protikralja. 1128 ↔
- Brescia, Lombardija, postane neodvisna komuna.
- Aragonski kralj Alfonz I. prepusti vse osvojene posesti v Kastiliji kastiljskemu kralju Alfonzu VII.
- Mladoletni knez Bohemond II. prispe v Antiohijo. Hitro se spre z edeškim grofom Joscelinom I., ki mu je prejšnji regent Roger Salernijski predal nekatere antioške posesti.↓
- → Razdvojenost med Edeso in Antiohijo, ki vsaka zase  oblegata Alep in Mosul, obvaruje ti dve mesti.↓
- → Seldžuški bojevnik Zengi postane atabeg Mosula. 1128 ↔
- V Bukhari, Karahanidski kanat (današnji Uzbekistan), je dokončan Kaljanski minaret, s 45,6 metri najvišji minaret v osrednji Aziji.
- Prvi zapisi o viteškem turnirju na nemških tleh v Würzburgu.

## Rojstva
- 16. april - Feliks Valoiški, francoski puščavnik, ustanovitelj reda trinitarijancev, svetnik († 1212)
- 23. maj - Uidžong, 18. korejski kralj dinastije Gorjeo († 1173)
- 18. oktober - cesar Go-Širakava, 77. japonski cesar († 1192)
- 27. november - cesar Xiaozong, dinastija Južni Song († 1194)

Neznan dstum
- Henrik I., grof Šampanje († 1181)
- Konstanca Antiohijska, kneginja in regentinja Antiohije († 1163)
- Mojzes Kimhi, francoski judovski talmudist in slovničar († 1190)
- Yang Wanli, kitajski pesnik († 1206)

## Smrti
- 7. februar - Ava, nemška pesnica, pisateljica (* 1060)
- 2. marec - Karel I., flandrijski grof (* 1083)
- 28. julij - Viljem II., vojvoda Apulije in Kalarija (* 1095)

Neznan datum
- Fulcher iz Chartresa, francoski kronist prve križarske vojne (* 1059)